# فان بادم
فان بادم (بالإنجليزية: Van Badham)‏‏ (1978 - ) كاتبة مسرحية، وكاتِبة، وروائية، وكاتبة العمود من أستراليا.